# Playdead
Playdead is een Deense computerspelontwikkelaar gevestigd in Kopenhagen. Het bedrijf werd in 2006 opgericht door Gameontwerpers Arnt Jensen en Dino Christian Patti om Limbo te ontwikkelen, dat in 2010 werd uitgebracht. Het spel was het eerste jaar exclusief speelbaar op Xbox 360, maar werd daarna ook uitgebracht voor PlayStation 3, Microsoft Windows, macOS, IOS and Android.
Tijdens de E3 conferentie van 2014 kondigde Playdead hun tweede game aan: Inside. De game werd in 2016 op de markt gebracht voor Xbox One, Microsoft Windows en PlayStation 4 en werd geprezen als een waardige opvolger van Limbo. In een Twitter-bericht uit januari 2017 bevestigde Playdead dat ze sinds de release van Inside aan een derde game werken.

## Ontwikkelde spellen
| Release | Titel  | Platform                                                                                              |
| ------- | ------ | --- |
| 2010    | Limbo  | Android, iOS, Linux, Mac, PlayStation 3, PlayStation 4, PlayStation Vita, Windows, Xbox 360, Xbox One |
| 2016    | Inside | iOS, Nintendo Switch, PlayStation 4, Windows, Xbox One                                                |